# Mistrovství světa ve fotbale hráčů do 20 let 2013
Mistrovství světa ve fotbale hráčů do 20 let 2013 se konalo od 21. června do 13. července 2013 v Turecku. Turnaj, pořádaný pod patronací FIFA byl devatenáctým v historii. Odehrával se ve městech Istanbul, Bursa, Antalya, Trabzon, Gaziantep, Kayseri a Rize. Vítězství obhajuje Brazílie, ta se však na turnaj nekvalifikovala. Vítězem se stala reprezentace Francie, která ve finále na penalty porazila Uruguay.

## Účastníci
| Konfederace                                   | Kvalifikační turnaj                                       | Kvalifikované týmy                                    |
| --------------------------------------------- | --------------------------------------------------------- | ----------------------------------------------------- |
| AFC (Asie)                                    | Mistrovství Asie ve fotbale hráčů do 19 let 2012          | Austrálie Irák Jižní Korea Uzbekistán                 |
| CAF (Afrika)                                  | Mistrovství Afriky ve fotbale hráčů do 20 let 2013        | Egypt Ghana Mali Nigérie                              |
| CONCACAF (Severní, Střední Amerika a Karibik) | Mistrovství ve fotbale zemí CONCACAF do 20 let 2013       | Kuba Salvador Mexiko USA                              |
| CONMEBOL (Jižní Amerika)                      | Mistrovství Jižní Ameriky ve fotbale hráčů do 20 let 2013 | Chile Kolumbie Paraguay Uruguay                       |
| OFC (Oceánie)                                 | Mistrovství Oceánie ve fotbale hráčů do 20 let 2013       | Nový Zéland                                           |
| UEFA (Evropa)                                 | Mistrovství Evropy ve fotbale hráčů do 19 let 2012        | Chorvatsko Anglie Francie Řecko Portugalsko Španělsko |
| Pořadatel                                     | Pořadatel                                                 | Turecko                                               |

## Skupinová fáze
| Vysvětlivky | Vysvětlivky                                                                                           |
| ----------- | --- |
|             | První dva týmy z každé skupiny a čtyři nejlepší týmy na třetích místech postoupily do vyřazovací fáze |

### Skupina A
| Tým       | Z | V | R | P | VG | IG | +/- | B |
| --------- | - | - | - | - | -- | -- | --- | - |
| Španělsko | 3 | 3 | 0 | 0 | 7  | 2  | +5  | 9 |
| Francie   | 3 | 1 | 1 | 1 | 5  | 4  | +1  | 4 |
| Ghana     | 3 | 1 | 0 | 2 | 5  | 5  | 0   | 3 |
| USA       | 3 | 0 | 1 | 2 | 3  | 9  | -6  | 1 |

| 21. června 2013 18:00                 |        |            |                                                                    |
| Francie                               | 3–1    | Ghana      | Türk Telekom Arena, Istanbul diváci: 4 133 rozhodčí: Wilmar Roldán |
| Kondogbia 65' Sanogo 68' Bahebeck 79' | Report | Boakye 85' | Türk Telekom Arena, Istanbul diváci: 4 133 rozhodčí: Wilmar Roldán |

| 21. června 2013 21:00 |        |                                |                                                                     |
| USA                   | 1–4    | Španělsko                      | Türk Telekom Arena, Istanbul diváci: 4 133 rozhodčí: Bakary Gassama |
| Gil 77'               | Report | Jesé 5', 44' Deulofeu 42', 61' | Türk Telekom Arena, Istanbul diváci: 4 133 rozhodčí: Bakary Gassama |

| 24. června 2013 18:00 |        |            |                                                                  |
| Francie               | 1–1    | USA        | Türk Telekom Arena, Istanbul diváci: 4 120 rozhodčí: Carlos Vera |
| Sanogo 48' (pen.)     | Report | Cuevas 85' | Türk Telekom Arena, Istanbul diváci: 4 120 rozhodčí: Carlos Vera |

| 24. června 2013 21:00 |        |       |                                                                   |
| Španělsko             | 1–0    | Ghana | Türk Telekom Arena, Istanbul diváci: 4 120 rozhodčí: Ben Williams |
| Jesé 13'              | Report |       | Türk Telekom Arena, Istanbul diváci: 4 120 rozhodčí: Ben Williams |

| 27. června 2013 20:00 |        |            |                                                                     |
| Španělsko             | 2–1    | Francie    | Türk Telekom Arena, Istanbul diváci: 7 511 rozhodčí: Jonas Eriksson |
| Alcácer 23' Jesé 56'  | Report | Vion 90+1' | Türk Telekom Arena, Istanbul diváci: 7 511 rozhodčí: Jonas Eriksson |

| 27. června 2013 20:00                      |        |             |                                                                    |
| Ghana                                      | 4–1    | USA         | Kadir Has Stadium, Kayseri diváci: 4 873 rozhodčí: Nawaf Shukralla |
| Acheampong 38' Assifuah 58', 78' Ashia 83' | Report | O'Neill 69' | Kadir Has Stadium, Kayseri diváci: 4 873 rozhodčí: Nawaf Shukralla |

### Skupina B
| Tým         | Z | V | R | P | VG | IG | +/- | B |
| ----------- | - | - | - | - | -- | -- | --- | - |
| Portugalsko | 3 | 2 | 1 | 0 | 10 | 4  | +6  | 7 |
| Nigérie     | 3 | 2 | 0 | 1 | 6  | 3  | +3  | 6 |
| Jižní Korea | 3 | 1 | 1 | 1 | 4  | 4  | 0   | 4 |
| Kuba        | 3 | 0 | 0 | 3 | 1  | 10 | -9  | 0 |

| 21. června 2013 18:00 |        |                                              |                                                                  |
| Kuba                  | 1–2    | Jižní Korea                                  | Kadir Has Stadium, Kayseri diváci: 10 428 rozhodčí: Cüneyt Çakır |
| Reyes 7'              | Report | Kwon Chang-Hoon 51' (pen.) Ryu Seung-Woo 83' | Kadir Has Stadium, Kayseri diváci: 10 428 rozhodčí: Cüneyt Çakır |

| 21. června 2013 21:00 |        |                           |                                                                          |
| Nigérie               | 2–3    | Portugalsko               | Kadir Has Stadium, Kayseri diváci: 10 428 rozhodčí: Víctor Hugo Carrillo |
| Ajagun 57', 67'       | Report | Bruma 30', 69' Aladje 34' | Kadir Has Stadium, Kayseri diváci: 10 428 rozhodčí: Víctor Hugo Carrillo |

| 24. června 2013 18:00 |        |                          |                                                                  |
| Kuba                  | 0–3    | Nigérie                  | Kadir Has Stadium, Kayseri diváci: 1 058 rozhodčí: Viktor Kassai |
|                       | Report | Umar 19', 23' Ajagun 67' | Kadir Has Stadium, Kayseri diváci: 1 058 rozhodčí: Viktor Kassai |

| 24. června 2013 21:00 |        |                                |                                                                 |
| Portugalsko           | 2–2    | Jižní Korea                    | Kadir Has Stadium, Kayseri diváci: 1 058 rozhodčí: Walter López |
| Aladje 3' Bruma 60'   | Report | Ryu Seung-Woo 45' Kim Hyun 76' | Kadir Has Stadium, Kayseri diváci: 1 058 rozhodčí: Walter López |

| 27. června 2013 17:00 |        |           |                                                                    |
| Jižní Korea           | 0–1    | Nigérie   | Türk Telekom Arena, Istanbul diváci: 7 511 rozhodčí: Peter O'Leary |
|                       | Report | Kayode 9' | Türk Telekom Arena, Istanbul diváci: 7 511 rozhodčí: Peter O'Leary |

| 27. června 2013 17:00                           |        |      |                                                                  |
| Portugalsko                                     | 5–0    | Kuba | Kadir Has Stadium, Kayseri diváci: 4 873 rozhodčí: Wilmar Roldán |
| Ricardo 15' Aladje 37' Bruma 43', 62' Tó Zé 69' | Report |      | Kadir Has Stadium, Kayseri diváci: 4 873 rozhodčí: Wilmar Roldán |

### Skupina C
| Tým       | Z | V | R | P | VG | IG | +/- | B |
| --------- | - | - | - | - | -- | -- | --- | - |
| Kolumbie  | 3 | 2 | 1 | 0 | 5  | 1  | +4  | 7 |
| Turecko   | 3 | 2 | 0 | 1 | 5  | 2  | +3  | 6 |
| Salvador  | 3 | 1 | 0 | 2 | 2  | 7  | -5  | 3 |
| Austrálie | 3 | 0 | 1 | 2 | 3  | 5  | -2  | 1 |

| 22. června 2013 18:00 |        |              |                                                                          |
| Kolumbie              | 1–1    | Austrálie    | Hüseyin Avni Aker Stadium, Trabzon diváci: 4 662 rozhodčí: Milorad Mažić |
| Córdoba 78'           | Report | De Silva 46' | Hüseyin Avni Aker Stadium, Trabzon diváci: 4 662 rozhodčí: Milorad Mažić |

| 22. června 2013 21:00   |        |          |                                                                         |
| Turecko                 | 3–0    | Salvador | Hüseyin Avni Aker Stadium, Trabzon diváci: 4 662 rozhodčí: Sandro Ricci |
| Salih 9' Şahin 46', 64' | Report |          | Hüseyin Avni Aker Stadium, Trabzon diváci: 4 662 rozhodčí: Sandro Ricci |

| 25. června 2013 18:00 |        |                   |                                                                   |
| Austrálie             | 1–2    | Salvador          | Yeni Şehir Stadium, Rize diváci: 13 015 rozhodčí: Stéphane Lannoy |
| Brillante 9'          | Report | Coca 17' Peña 40' | Yeni Şehir Stadium, Rize diváci: 13 015 rozhodčí: Stéphane Lannoy |

| 25. června 2013 21:00 |        |              |                                                                   |
| Turecko               | 0–1    | Kolumbie     | Yeni Şehir Stadium, Rize diváci: 13 015 rozhodčí: Noumandiez Doué |
|                       | Report | Quintero 52' | Yeni Şehir Stadium, Rize diváci: 13 015 rozhodčí: Noumandiez Doué |

| 28. června 2013 21:00 |        |                            |                                                                            |
| Austrálie             | 1–2    | Turecko                    | Hüseyin Avni Aker Stadium, Trabzon diváci: 11 286 rozhodčí: Roberto García |
| Maclaren 52'          | Report | Çalhanoğlu 54' Yokuşlu 87' | Hüseyin Avni Aker Stadium, Trabzon diváci: 11 286 rozhodčí: Roberto García |

| 28. června 2013 21:00 |        |                                                |                                                                    |
| Salvador              | 0–3    | Kolumbie                                       | Kamil Ocak Stadium, Gaziantep diváci: 2 000 rozhodčí: Néant Alioum |
|                       | Report | Rentería 21' Córdoba 25' (pen.) Quintero 90+1' | Kamil Ocak Stadium, Gaziantep diváci: 2 000 rozhodčí: Néant Alioum |

### Skupina D
| Tým      | Z | V | R | P | VG | IG | +/- | B |
| -------- | - | - | - | - | -- | -- | --- | - |
| Paraguay | 3 | 1 | 2 | 0 | 3  | 2  | +1  | 5 |
| Řecko    | 3 | 1 | 2 | 0 | 3  | 2  | +1  | 5 |
| Mexiko   | 3 | 1 | 0 | 2 | 5  | 4  | +1  | 3 |
| Mali     | 3 | 0 | 2 | 1 | 2  | 5  | -3  | 2 |

| 22. června 2013 18:00 |        |                             |                                                                     |
| Mexiko                | 1–2    | Řecko                       | Kamil Ocak Stadium, Gaziantep diváci: 3 000 rozhodčí: Peter O'Leary |
| Espericueta 40'       | Report | Bouchalakis 16' Kolovos 89' | Kamil Ocak Stadium, Gaziantep diváci: 3 000 rozhodčí: Peter O'Leary |

| 22. června 2013 21:00 |        |          |                                                                       |
| Paraguay              | 1–1    | Mali     | Kamil Ocak Stadium, Gaziantep diváci: 3 000 rozhodčí: Nawaf Shukralla |
| Rojas 7'              | Report | Niane 3' | Kamil Ocak Stadium, Gaziantep diváci: 3 000 rozhodčí: Nawaf Shukralla |

| 25. června 2013 18:00 |        |              |                                                                      |
| Mexiko                | 0–1    | Paraguay     | Kamil Ocak Stadium, Gaziantep diváci: 1 200 rozhodčí: Nicola Rizzoli |
|                       | Report | González 52' | Kamil Ocak Stadium, Gaziantep diváci: 1 200 rozhodčí: Nicola Rizzoli |

| 25. června 2013 21:00 |        |       |                                                                      |
| Mali                  | 0–0    | Řecko | Kamil Ocak Stadium, Gaziantep diváci: 1 200 rozhodčí: Roberto Moreno |
|                       | Report |       | Kamil Ocak Stadium, Gaziantep diváci: 1 200 rozhodčí: Roberto Moreno |

| 28. června 2013 18:00 |        |                |                                                                            |
| Řecko                 | 1–1    | Paraguay       | Hüseyin Avni Aker Stadium, Trabzon diváci: 11 826 rozhodčí: Bakary Gassama |
| Diamantakos 68'       | Report | Montenegro 73' | Hüseyin Avni Aker Stadium, Trabzon diváci: 11 826 rozhodčí: Bakary Gassama |

| 28. června 2013 18:00 |        |                                           |                                                                    |
| Mali                  | 1–4    | Mexiko                                    | Kamil Ocak Stadium, Gaziantep diváci: 2 000 rozhodčí: Cüneyt Çakır |
| Diallo 62'            | Report | Bueno 2' Corona 13' Escoboza 69' Luna 86' | Kamil Ocak Stadium, Gaziantep diváci: 2 000 rozhodčí: Cüneyt Çakır |

### Skupina E
| Tým    | Z | V | R | P | VG | IG | +/- | B |
| ------ | - | - | - | - | -- | -- | --- | - |
| Irák   | 3 | 2 | 1 | 0 | 6  | 4  | +2  | 7 |
| Chile  | 3 | 1 | 1 | 1 | 4  | 4  | 0   | 4 |
| Egypt  | 3 | 1 | 0 | 2 | 4  | 4  | 0   | 3 |
| Anglie | 3 | 0 | 2 | 1 | 3  | 5  | -2  | 2 |

| 23. června 2013 18:00  |        |             |                                                                            |
| Chile                  | 2–1    | Egypt       | Akdeniz University Stadium, Antalya diváci: 3 148 rozhodčí: Jonas Eriksson |
| Castillo 25' Bravo 77' | Report | Kahraba 10' | Akdeniz University Stadium, Antalya diváci: 3 148 rozhodčí: Jonas Eriksson |

| 23. června 2013 21:00  |        |                               |                                                                            |
| Anglie                 | 2–2    | Irák                          | Akdeniz University Stadium, Antalya diváci: 3 148 rozhodčí: Roberto García |
| Coady 41' Williams 52' | Report | Attiya 75' (pen.) Adnan 90+3' | Akdeniz University Stadium, Antalya diváci: 3 148 rozhodčí: Roberto García |

| 26. června 2013 18:00 |        |          |                                                                             |
| Chile                 | 1–1    | Anglie   | Akdeniz University Stadium, Antalya diváci: 3 246 rozhodčí: Alireza Faghani |
| Castillo 32' (pen.)   | Report | Kane 64' | Akdeniz University Stadium, Antalya diváci: 3 246 rozhodčí: Alireza Faghani |

| 26. června 2013 21:00         |        |          |                                                                           |
| Irák                          | 2–1    | Egypt    | Akdeniz University Stadium, Antalya diváci: 3 246 rozhodčí: Damir Skomina |
| Al-Asadi 33' Abdul-Raheem 79' | Report | Koka 27' | Akdeniz University Stadium, Antalya diváci: 3 246 rozhodčí: Damir Skomina |

| 29. června 2013 21:00 |        |          |                                                                             |
| Irák                  | 2–1    | Chile    | Akdeniz University Stadium, Antalya diváci: 2 785 rozhodčí: Stéphane Lannoy |
| Kamil 15' Salman 67'  | Report | Mora 28' | Akdeniz University Stadium, Antalya diváci: 2 785 rozhodčí: Stéphane Lannoy |

| 29. června 2013 21:00    |        |        |                                                              |
| Egypt                    | 2–0    | Anglie | Atatürk Stadium, Bursa diváci: 3 445 rozhodčí: Antonio Arias |
| Trezeguet 79' Koka 90+3' | Report |        | Atatürk Stadium, Bursa diváci: 3 445 rozhodčí: Antonio Arias |

### Skupina F
| Tým         | Z | V | R | P | VG | IG | +/- | B |
| ----------- | - | - | - | - | -- | -- | --- | - |
| Chorvatsko  | 3 | 2 | 1 | 0 | 4  | 2  | +2  | 7 |
| Uruguay     | 3 | 2 | 0 | 1 | 6  | 1  | +5  | 6 |
| Uzbekistán  | 3 | 1 | 1 | 1 | 4  | 5  | -1  | 4 |
| Nový Zéland | 3 | 0 | 0 | 3 | 1  | 7  | -6  | 0 |

| 23. června 2013 17:00 |        |                                           |                                                              |
| Nový Zéland           | 0–3    | Uzbekistán                                | Atatürk Stadium, Bursa diváci: 3 597 rozhodčí: Antonio Arias |
|                       | Report | Machstalijev 14' Sergejev 53' Turapov 67' | Atatürk Stadium, Bursa diváci: 3 597 rozhodčí: Antonio Arias |

| 23. června 2013 20:00 |        |            |                                                             |
| Uruguay               | 0–1    | Chorvatsko | Atatürk Stadium, Bursa diváci: 3 597 rozhodčí: Néant Alioum |
|                       | Report | Rebić 41'  | Atatürk Stadium, Bursa diváci: 3 597 rozhodčí: Néant Alioum |

| 26. června 2013 18:00 |        |                            |                                                                         |
| Nový Zéland           | 0–2    | Uruguay                    | Atatürk Stadium, Bursa diváci: 3 393 rozhodčí: Alberto Undiano Mallenco |
|                       | Report | De Arrascaeta 4' López 75' | Atatürk Stadium, Bursa diváci: 3 393 rozhodčí: Alberto Undiano Mallenco |

| 26. června 2013 21:00 |        |               |                                                                     |
| Chorvatsko            | 1–1    | Uzbekistán    | Atatürk Stadium, Bursa diváci: 3 393 rozhodčí: Víctor Hugo Carrillo |
| Livaja 65'            | Report | Rachmanov 24' | Atatürk Stadium, Bursa diváci: 3 393 rozhodčí: Víctor Hugo Carrillo |

| 29. června 2013 18:00 |        |                                                         |                                                                           |
| Uzbekistán            | 0–4    | Uruguay                                                 | Akdeniz University Stadium, Antalya diváci: 2 785 rozhodčí: Viktor Kassai |
|                       | Report | Acevedo 38' López 47' De Arrascaeta 64' Bentancourt 77' | Akdeniz University Stadium, Antalya diváci: 2 785 rozhodčí: Viktor Kassai |

| 29. června 2013 18:00 |        |                   |                                                             |
| Chorvatsko            | 2–1    | Nový Zéland       | Atatürk Stadium, Bursa diváci: 3 445 rozhodčí: Sandro Ricci |
| Perica 11' Rebić 75'  | Report | Fenton 84' (pen.) | Atatürk Stadium, Bursa diváci: 3 445 rozhodčí: Sandro Ricci |

### Žebříček týmů na třetích místech
| Sk. | Tým         | Z | V | R | P | VG | IG | +/- | B |
| --- | ----------- | - | - | - | - | -- | -- | --- | - |
| B   | Jižní Korea | 3 | 1 | 1 | 1 | 4  | 4  | 0   | 4 |
| F   | Uzbekistán  | 3 | 1 | 1 | 1 | 4  | 5  | −1  | 4 |
| D   | Mexiko      | 3 | 1 | 0 | 2 | 5  | 4  | +1  | 3 |
| A   | Ghana       | 3 | 1 | 0 | 2 | 5  | 5  | 0   | 3 |
| E   | Egypt       | 3 | 1 | 0 | 2 | 4  | 4  | 0   | 3 |
| C   | Salvador    | 3 | 1 | 0 | 2 | 2  | 7  | −5  | 3 |

## Vyřazovací fáze
|  | Osmifinále              | Osmifinále             |                         |       | Čtvrtfinále   | Čtvrtfinále   |                         |                         | Semifinále | Semifinále |  |  | Finále | Finále |
|  |                         |                        |                         |       |               |               |                         |                         |            |            |  |  |        |        |
|  | 2. července — Gaziantep |                        |                         |       |               |               |                         |                         |            |            |  |  |        |        |
|  |                         |                        |                         |       |               |               |                         |                         |            |            |  |  |        |        |
|  | Francie                 | 4                      |                         |       |               |               |                         |                         |            |            |  |  |        |        |
|  | Francie                 | 4                      | 6. července — Rize      |       |               |               |                         |                         |            |            |  |  |        |        |
|  | Turecko                 | 1                      |                         |       |               |               |                         |                         |            |            |  |  |        |        |
|  | Turecko                 | 1                      | Francie                 | 4     |               |               |                         |                         |            |            |  |  |        |        |
|  | 2. července — Gaziantep |                        | Francie                 | 4     |               |               |                         |                         |            |            |  |  |        |        |
|  |                         | Uzbekistán             | 0                       |       |               |               |                         |                         |            |            |  |  |        |        |
|  | Řecko                   | Uzbekistán             | 0                       | 1     |               |               |                         |                         |            |            |  |  |        |        |
|  | Řecko                   |                        | 10. července — Bursa    | 1     |               |               |                         |                         |            |            |  |  |        |        |
|  | Uzbekistán              | 3                      |                         |       |               |               |                         |                         |            |            |  |  |        |        |
|  | Uzbekistán              | 3                      | Francie                 | 2     |               |               |                         |                         |            |            |  |  |        |        |
|  | 3. července — Kayseri   |                        | Francie                 | 2     |               |               |                         |                         |            |            |  |  |        |        |
|  |                         | Ghana                  | 1                       |       |               |               |                         |                         |            |            |  |  |        |        |
|  | Portugalsko             | Ghana                  | 1                       | 2     |               |               |                         |                         |            |            |  |  |        |        |
|  | Portugalsko             | 7. července — Istanbul |                         | 2     |               |               |                         |                         |            |            |  |  |        |        |
|  | Ghana                   | 3                      |                         |       |               |               |                         |                         |            |            |  |  |        |        |
|  | Ghana                   | 3                      | Ghana (po prodl.)       | 4     |               |               |                         |                         |            |            |  |  |        |        |
|  | 3. července — Bursa     |                        | Ghana (po prodl.)       | 4     |               |               |                         |                         |            |            |  |  |        |        |
|  |                         | Chile                  | 3                       |       |               |               |                         |                         |            |            |  |  |        |        |
|  | Chorvatsko              | Chile                  | 3                       | 0     |               |               |                         |                         |            |            |  |  |        |        |
|  | Chorvatsko              |                        | 13. července — Istanbul | 0     |               |               |                         |                         |            |            |  |  |        |        |
|  | Chile                   | 2                      |                         |       |               |               |                         |                         |            |            |  |  |        |        |
|  | Chile                   | 2                      | Francie (pen.)          | 0 (4) |               |               |                         |                         |            |            |  |  |        |        |
|  | 3. července — Antalya   |                        | Francie (pen.)          | 0 (4) |               |               |                         |                         |            |            |  |  |        |        |
|  |                         | Uruguay                | 0 (1)                   |       |               |               |                         |                         |            |            |  |  |        |        |
|  | Irák (po prodl.)        | Uruguay                | 0 (1)                   | 1     |               |               |                         |                         |            |            |  |  |        |        |
|  | Irák (po prodl.)        | 7. července — Kayseri  |                         | 1     |               |               |                         |                         |            |            |  |  |        |        |
|  | Paraguay                | 0                      |                         |       |               |               |                         |                         |            |            |  |  |        |        |
|  | Paraguay                | 0                      | Irák (pen.)             | 3 (5) |               |               |                         |                         |            |            |  |  |        |        |
|  | 3. července — Trabzon   |                        | Irák (pen.)             | 3 (5) |               |               |                         |                         |            |            |  |  |        |        |
|  |                         | Jižní Korea            | 3 (4)                   |       |               |               |                         |                         |            |            |  |  |        |        |
|  | Kolumbie                | Jižní Korea            | 3 (4)                   | 1 (7) |               |               |                         |                         |            |            |  |  |        |        |
|  | Kolumbie                |                        | 10. července — Trabzon  | 1 (7) |               |               |                         |                         |            |            |  |  |        |        |
|  | Jižní Korea (pen.)      | 1 (8)                  |                         |       |               |               |                         |                         |            |            |  |  |        |        |
|  | Jižní Korea (pen.)      | 1 (8)                  | Irák                    | 1 (6) |               |               |                         |                         |            |            |  |  |        |        |
|  | 2. července — Istanbul  |                        | Irák                    | 1 (6) |               |               |                         |                         |            |            |  |  |        |        |
|  |                         | Uruguay (pen.)         | 1 (7)                   |       | O třetí místo | O třetí místo |                         |                         |            |            |  |  |        |        |
|  | Nigérie                 | Uruguay (pen.)         | 1 (7)                   | 1     | O třetí místo | O třetí místo |                         |                         |            |            |  |  |        |        |
|  | Nigérie                 | 6. července — Bursa    | 6. července — Bursa     | 1     |               |               | 13. července — Istanbul | 13. července — Istanbul |            |            |  |  |        |        |
|  | Uruguay                 | 6. července — Bursa    | 6. července — Bursa     | 2     |               |               | 13. července — Istanbul | 13. července — Istanbul |            |            |  |  |        |        |
|  | Uruguay                 | Uruguay (po prodl.)    | 1                       | 2     | Ghana         | 2             |                         |                         |            |            |  |  |        |        |
|  | 2. července — Istanbul  | Uruguay (po prodl.)    | 1                       |       | Ghana         | 2             |                         |                         |            |            |  |  |        |        |
|  |                         | Španělsko              | 0                       |       | Irák          | 0             |                         |                         |            |            |  |  |        |        |
|  | Španělsko               | Španělsko              | 0                       | 2     | Irák          | 0             |                         |                         |            |            |  |  |        |        |
|  | Španělsko               |                        |                         | 2     |               |               |                         |                         |            |            |  |  |        |        |
|  | Mexiko                  | 1                      |                         |       |               |               |                         |                         |            |            |  |  |        |        |
|  | Mexiko                  | 1                      |                         |       |               |               |                         |                         |            |            |  |  |        |        |

### Osmifinále
| 2. července 2013 18:00 |        |             |                                                                      |
| Španělsko              | 2–1    | Mexiko      | Türk Telekom Arena, Istanbul diváci: 7 211 rozhodčí: Alireza Faghani |
| Derik 74' Jesé 90+1'   | Report | González 2' | Türk Telekom Arena, Istanbul diváci: 7 211 rozhodčí: Alireza Faghani |

| 2. července 2013 18:00 |        |                                                           |                                                                        |
| Řecko                  | 1–3    | Uzbekistán                                                | Kamil Ocak Stadium, Gaziantep diváci: 14 800 rozhodčí: Noumandiez Doué |
| Stafylidis 33' (pen.)  | Report | Machstalijev 27' Sergejev 62' (pen.) Rachmanov 83' (pen.) | Kamil Ocak Stadium, Gaziantep diváci: 14 800 rozhodčí: Noumandiez Doué |

| 2. července 2013 21:00 |        |                       |                                                                    |
| Nigérie                | 1–2    | Uruguay               | Türk Telekom Arena, Istanbul diváci: 7 211 rozhodčí: Milorad Mažić |
| Kayode 69'             | Report | López 65', 84' (pen.) | Türk Telekom Arena, Istanbul diváci: 7 211 rozhodčí: Milorad Mažić |

| 2. července 2013 21:00                             |        |           |                                                                                 |
| Francie                                            | 4–1    | Turecko   | Kamil Ocak Stadium, Gaziantep diváci: 14 800 rozhodčí: Alberto Undiano Mallenco |
| Kondogbia 18' Bahebeck 34' Sanogo 68' Veretout 74' | Report | Bakış 77' | Kamil Ocak Stadium, Gaziantep diváci: 14 800 rozhodčí: Alberto Undiano Mallenco |

| 3. července 2013 18:00    |        |                                |                                                                |
| Portugalsko               | 2–3    | Ghana                          | Kadir Has Stadium, Kayseri diváci: 4 977 rozhodčí: Carlos Vera |
| Ferreira 71' Edgar Ié 73' | Report | Ashia 19' Anaba 79' Boakye 85' | Kadir Has Stadium, Kayseri diváci: 4 977 rozhodčí: Carlos Vera |

| 3. července 2013 18:00 |        |                                  |                                                             |
| Chorvatsko             | 0–2    | Chile                            | Atatürk Stadium, Bursa diváci: 2 329 rozhodčí: Walter López |
|                        | Report | Castillo 81' Šimunović 85' (vl.) | Atatürk Stadium, Bursa diváci: 2 329 rozhodčí: Walter López |

| 3. července 2013 21:00 |        |                   |                                                                          |
| Kolumbie               | 1–1    | Jižní Korea       | Hüseyin Avni Aker Stadium, Trabzon diváci: 2 362 rozhodčí: Damir Skomina |
| Quintero 90+4'         | Report | Song Joo-Hoon 16' | Hüseyin Avni Aker Stadium, Trabzon diváci: 2 362 rozhodčí: Damir Skomina |

|                                                                 |       | Penaltový rozstřel |  |
| Quintero Bonilla Aguilar Borja Pérez Perea Mena Vergara Balanta | 7 – 8 | Woo Joo-Sung Song Joo-Hoon Kim Sun-Woo Shim Sang-Min Yeon Je-Min Kang Sang-Woo Han Sung-Gyu Jo Suk-Jae Lee Gwang-Hoon |  |

| 3. července 2013 21:00 |                 |          |                                                                            |
| Irák                   | 1–0 (po prodl.) | Paraguay | Akdeniz University Stadium, Antalya diváci: 2 983 rozhodčí: Roberto Moreno |
| Farhan 94'             | Report          |          | Akdeniz University Stadium, Antalya diváci: 2 983 rozhodčí: Roberto Moreno |

### Čtvrtfinále
| 6. července 2013 18:00                                   |        |            |                                                               |
| Francie                                                  | 4–0    | Uzbekistán | Yeni Şehir Stadium, Rize diváci: 2 057 rozhodčí: Sandro Ricci |
| Sanogo 31' Pogba 35' (pen.) Thauvin 43' (pen.) Zouma 64' | Report |            | Yeni Şehir Stadium, Rize diváci: 2 057 rozhodčí: Sandro Ricci |

| 6. července 2013 21:00 |                 |           |                                                               |
| Uruguay                | 1–0 (po prodl.) | Španělsko | Atatürk Stadium, Bursa diváci: 7 035 rozhodčí: Roberto García |
| Avenatti 103'          | Report          |           | Atatürk Stadium, Bursa diváci: 7 035 rozhodčí: Roberto García |

| 7. července 2013 18:00            |        |                                                               |                                                                 |
| Irák                              | 3–3    | Jižní Korea                                                   | Kadir Has Stadium, Kayseri diváci: 5 810 rozhodčí: Ben Williams |
| Fayez 21' (pen.) Shakor 42', 118' | Report | Kwon Chang-Hoon 25' Lee Gwang-Hoon 50' Jung Hyun-Cheol 120+2' | Kadir Has Stadium, Kayseri diváci: 5 810 rozhodčí: Ben Williams |

|                                        |       | Penaltový rozstřel                                                             |  |
| Fayez Ismail Rubat Shwkan Adnan Shakor | 5 – 4 | Kim Sun-Woo Yeon Je-Min Han Sung-Gyu Shim Sang-Min Woo Joo-Sung Lee Gwang-Hoon |  |

| 7. července 2013 21:00                     |                 |                                 |                                                                     |
| Ghana                                      | 4–3 (po prodl.) | Chile                           | Türk Telekom Arena, Istanbul diváci: 6 632 rozhodčí: Nicola Rizzoli |
| Odjer 11' Assifuah 72', 120+1' Salifu 113' | Report          | Castillo 23' Henríquez 27', 98' | Türk Telekom Arena, Istanbul diváci: 6 632 rozhodčí: Nicola Rizzoli |

### Semifinále
| 10. července 2013 18:00 |        |              |                                                                |
| Francie                 | 2–1    | Ghana        | Atatürk Stadium, Bursa diváci: 6 314 rozhodčí: Nawaf Shukralla |
| Thauvin 43', 74'        | Report | Assifuah 47' | Atatürk Stadium, Bursa diváci: 6 314 rozhodčí: Nawaf Shukralla |

| 10. července 2013 21:00 |        |           |                                                                           |
| Irák                    | 1–1    | Uruguay   | Hüseyin Avni Aker Stadium, Trabzon diváci: 3 188 rozhodčí: Jonas Eriksson |
| Adnan 34'               | Report | Bueno 87' | Hüseyin Avni Aker Stadium, Trabzon diváci: 3 188 rozhodčí: Jonas Eriksson |

|                                                         |       | Penaltový rozstřel                                      |  |
| Fayez Shwkan Ehab Humam Adnan Abdul-Raheem Kamil Salman | 6 - 7 | Rodríguez Pais Avenatti Bueno López Rolán Giménez Silva |  |

### O 3. místo
| 13. července 2013 18:00                   |        |      |                                                                    |
| Ghana                                     | 3–0    | Irák | Türk Telekom Arena, Istanbul diváci: 20 601 rozhodčí: Sandro Ricci |
| Attamah 35' Assifuah 45+1' Acheampong 78' | Report |      | Türk Telekom Arena, Istanbul diváci: 20 601 rozhodčí: Sandro Ricci |

### Finále
| 13. července 2013 21:00 |        |         |                                                                      |
| Francie                 | 0–0    | Uruguay | Türk Telekom Arena, Istanbul diváci: 20 601 rozhodčí: Roberto García |
|                         | Report |         | Türk Telekom Arena, Istanbul diváci: 20 601 rozhodčí: Roberto García |

|                                 |       | Penaltový rozstřel            |  |
| Pogba Veretout Ngando Foulquier | 4 - 1 | Velázquez De Arrascaeta Olaza |  |

## Vítěz
| Mistrovství světa ve fotbale hráčů do 20 let 2013 Francie (1. titul) Alphonse Areola • Dimitri Foulquier • Pierre-Yves Polomat • Kurt Zouma • Samuel Umtiti • Paul Pogba • Thibaut Vion • Geoffrey Kondogbia • Yaya Sanogo • Axel Ngando • Jean-Christophe Bahebeck • Lucas Digne • Mario Lemina • Mouhamadou-Naby Sarr • Alexy Bosetti • Maxime Dupé • Jordan Veretout • Youssouf Sabaly • Christopher Jullien • Florian Thauvin • Paul Charruau |